# David Bond (judoka)
David Bond (3 de octubre de 1977) es un deportista neozelandés que compitió en judo. Ganó dos medallas de bronce en el Campeonato de Oceanía de Judo en los años 2000 y 2002.

## Palmarés internacional
| Campeonato de Oceanía | Campeonato de Oceanía      | Campeonato de Oceanía | Campeonato de Oceanía |
| Año                   | Lugar                      | Medalla               | Categoría             |
| --------------------- | -------------------------- | --------------------- | --------------------- |
| 2000                  | Sídney (Australia)         | Medalla de bronce     | –100 kg               |
| 2002                  | Wellington (Nueva Zelanda) | Medalla de bronce     | –100 kg               |